# Никсон в Китае
«Никсон в Китае» (англ. Nixon in China) — опера Джона Адамса на либретто Элис Гудмен.
Мировая премьера состоялась 22 октября 1987 года в Театральном центре Уортхэма (Гранд Опера) в Хьюстоне.

## История создания
Идею создать оперу, посвящённую визиту президента США Ричарда Никсона в Китай в 1972 году, высказал в 1982 году известный театральный режиссёр Питер Селларс. Известный своими авангардистскими постановками, Селларс видел в сюжете о встрече крупнейших представителей Востока и Запада серьёзный драматический потенциал. Поэтесса Элис Гудмен написала либретто в стихах. Для постановки балетных сцен был приглашён хореограф Марк Моррис.
Неожиданный визит Никсона в Китай и его встреча с Мао Цзэдуном стала переломным моментом в новейшей истории. В традиции оперной формы человеческая драма, происходящая на фоне важных исторических событий — сюжет так называемой «большой оперы» XIX века. Композитор намеренно придерживался традиций Grand opéra: музыкальный материал включает номера — арии, ансамбли, хоры, — а также обязательный для этого жанра балет. По классическим образцам выполнена и психологическая проработка персонажей. Примечательно, что ко времени создания оперы четверо из пяти её центральных персонажей были живы[уточнить].
Музыкальная техника соответствует традиционному для Джона Адамса направлению минимализма, как музыка, так и стихотворный текст окрашены иронией, но при этом содержат глубокий философский и исторический анализ.
Премьера его первой оперы принесла композитору мировую славу. Вскоре после премьеры спектакль был показан в разных странах, были осуществлены и другие постановки. Опера неоднократно ставилась на крупнейших театральных площадках мира и в последующие годы.
Мнения музыкальных критиков об опере разошлись. Обозреватель The New York Times Аллан Козинн назвал оперу сочетанием минимализма и эклектики, а сочетание принципов оперной композиции и оркестрового стиля сравнимым с операми Рихарда Вагнера, Джорджа Гершвина и Филиппа Гласса. Также встречаются оценки, в которых «Никсон в Китае» сравнивается с неоклассическими операми И. Ф. Стравинского и симфоническим минимализмом Густава Малера.

## Действующие лица
| Партия                                          | Голос                | Исполнитель на премьере 22 октября 1987, Хьюстон (Дирижёр: Джон Демейн) |
| ----------------------------------------------- | -------------------- | ----------------------------------------------------------------------- |
| Ричард Никсон                                   | баритон              | Джеймс Маддалена                                                        |
| Пат Никсон                                      | лирическое сопрано   | Кэролан Пейдж                                                           |
| Чжоу Эньлай                                     | баритон              | Сэнфорд Силван                                                          |
| Мао Цзэдун                                      | тенор                | Джон Дайкерс                                                            |
| Генри Киссинджер                                | бас                  | Томас Хэммонз                                                           |
| Цзян Цин                                        | колоратурное сопрано | Труди Эллен Крейни                                                      |
| Нэнси Танг, первый секретарь Мао                | меццо-сопрано        | Мари Опац                                                               |
| Второй секретарь Мао                            | альт                 | Стефани Фридман                                                         |
| Третий секретарь Мао                            | контральто           | Мэрион Драй                                                             |
| Танцовщики и танцовщицы, милиция, жители Пекина |                      |                                                                         |

## Содержание
Действие оперы начинается с церемонии встречи борта номер один ВВС США в аэропорту Пекина. Затем вниманию слушателя представлена встреча и беседа Никсона, Мао, Чжоу и Киссинджера. Первый акт заканчивается сценой грандиозного банкета. Второй акт посвящён знакомству Пат Никсон (жены Никсона) с Пекином и китайскими трудящимися, посещению революционного балета «Женский красный батальон» и выступлению Цзян Цин (жены Мао). В третьем акте показан прощальный вечер с танцами, после него пятеро главных героев[кто?] предаются личным воспоминаниям. Опера завершается размышлениями Чжоу о добре и зле.

## Записи
- 2012 (DVD и Blue-ray) — Метрополитен-опера, трансляция в проекте The Met: Live in HD 12 февраля 2011 года. — Дж. Маддалена, Дж. Келли, Р. П. Финк, К. Ким. Дирижёр: Джон Адамс. Постановка: Питер Селларс.